# آزرمی‌دخت
آزرمی‌دخت (به پارسی میانه: Āzarmīgduxt) یا آزرم در شاهنامه، ملکه ایران ساسانی (ملکه ملکه ها) از سال ۶۳۰ تا ۶۳۱ میلادی بود. او دختر خسرو پرویز (فرمانروایی از ۵۹۰ تا ۶۲۸) و دومین ملکه ساسانی بود. خواهرش بوران‌دخت پیش و پس از او فرمانروایی کرد. آزرمی‌دخت پس از برکناری پسر عمه‌اش شاپور شهروراز فرزند شهربراز توسط انجمن پارسیگ به رهبری پیروز خسرو، به قدرت رسید. پس از او خواهرش بوران‌دخت جانشین او شد.
آزرمی‌دخت یکی از سه زنی در تاریخ ایران است که توانسته بر ایران حکومت کند. خواهرش بوران‌دخت (فرمانروایی دو دوره در ۶۳۰ و همچنین از ۶۳۱ تا ۶۳۲ میلادی) و موزا، ملکه اشکانی (حکومت از ۲ پیش از میلاد تا ۴ میلادی)، دو زن دیگر هستند.

## نام
«آزرمی‌دخت» نام او در فارسی نو است که توسط پژوهشگران استفاده می‌شود. نام اصلی وی در پارسی میانه آزرمیگ‌دوخت (Āzarmīgduxt) به معنی «دختر فرد بزرگوار» است که به پدرش خسرو پرویز (حکومت از ۵۹۰ تا ۶۲۸) اشاره دارد.
فردوسی در شاهنامه از او به نام آزرم یاد کرده‌است. نام او در منابع امروزی گاه به صورت آذرمی‌دخت نوشته می‌شود. برخی از منابع از او به نام آذرمین‌دوست یاد کرده‌اند و این در حالی است که پسوند دوست برای نام دختران برخلاف دخت، رایج نبوده‌است. با توجه به این واقعیت می‌توان حدس زد این دو حرف به یکدیگر مبدل شده‌اند.

## پیشینه و اوایل زندگی

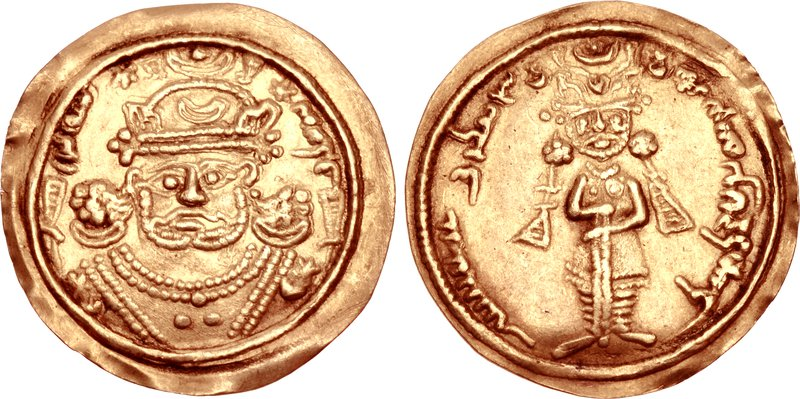
سکه خسرو پرویز

آزرمی‌دخت دختر واپسین شاه برجستهٔ ایران، خسرو دوم، معروف به خسرو پرویز است که در سال ۶۲۸ توسط پسر خود شیرویه (قباد دوم) سرنگون و اعدام شد. شیرویه همچنین اقدام به کشتن همه برادران تنی و برادران ناتنی خویش، از جمله ولی‌عهد، مردانشاه، کرد. این کار چنان ضربه سنگینی به امپراتوری وارد کرد که امپراتوری دیگر هرگز نتوانست دوباره به پا خیزد. گفته می‌شود که آزرمی‌دخت و خواهرش بوران‌دخت از اقدامات وحشیانه شیرویه انتقاد کرده و او را سرزنش کرده‌اند و او در آخر از کارهایش ابراز پشیمانی کرده‌است.
سقوط خسرو پرویز با یک جنگ داخلی به مدت چهار سال به اوج خود رسید که با استقلال کامل خاندان‌های ممتاز مقتدر و ایجاد دولت‌های تازه‌ای همراه بود. در این میان، درگیری‌ها میان خاندان‌های ممتاز پارسی (پارسیگ) و پارتی (پهلو) نیز از سر گرفته شد که باعث بدتر شدن اوضاع شد. چند ماه بعد، طاعونی ویرانگر استان‌های غربی ساسانیان را فرا گرفت و نیمی از جمعیت آن مناطق را از جمله شیرویه، به کشتن داد. پس از شیرویه پسر هشت ساله‌اش، اردشیر سوم، جانشین وی شد، اما او نیز دو سال بعد توسط شهربراز، سپهبد برجستهٔ ایرانی، کشته شد که خود او نیز چهل روز بعد در کودتایی به رهبری فرخ‌هرمز، رهبر پهلوها، به قتل رسید. فرخ‌هرمز به بوران‌دخت کمک کرد تا بر تخت سلطنت بنشیند. اما او نیز سال بعد از سلطنت خلع شد و پسر عمه‌اش شاپور شهروراز (که او نیز پسر شهربراز بود) جانشین او شد. حکومت او حتی کوتاه‌تر از فرمانروای پیش از خود بود و او نیز کمتر از یک سال توسط انجمن پارسیگ به رهبری پیروز خسرو از قدرت برکنار شد و آزرمی‌دخت به جای او بر تخت سلطنت نشست.

## فرمانروایی

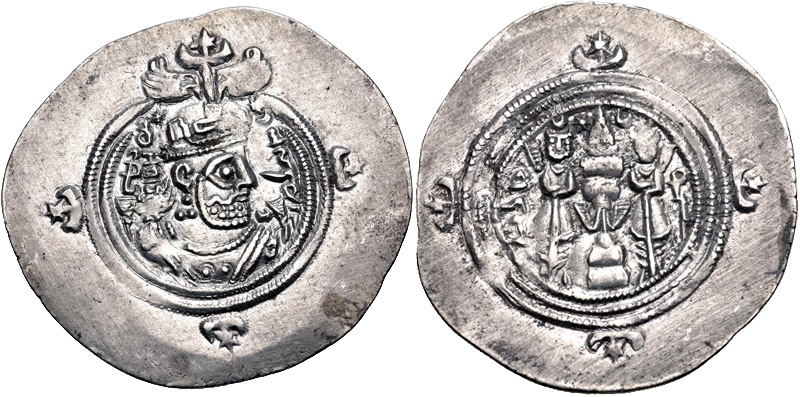
سکه فرخ‌هرمز

آزرمی‌دخت هنگامی که بانبِشن ایران شد بیان کرد که مدیریت کشور همانند مدیریت پدرش، خسرو پرویز، خواهد بود. آنگاه فرخ‌هرمز برای تقویت اقتدار خود و ایجاد یک قرار موقت میان پهلوها و پارسیگ‌ها، به آزرمی‌دخت (که از پارسیگ‌ها بود) درخواست ازدواج داد. گرچه آزرمی‌دخت این درخواست را رد کرد. فرخ‌هرمز پس از رد پیشنهادش دیگر عدم تمایل خود را به سلطنت نشان نداد و اعلام کرد «امروز من رهبر مردم و ستون کشور ایران هستم». وی همچنین به همان شیوهٔ سلطنتی شروع به ضرب سکه، به ویژه در استخر پارس و نهاوند در ماد، کرد. ظاهراً آزرمی‌دخت برای مقابله با فرخ‌هرمز، با سیاوخش از خاندان مهران، که نوه بهرام چوبین، سپهبد و شاه کوتاه‌مدت ایران بود، متحد شد. آزرمی‌دخت با کمک سیاوخش توانست بر فرخ‌هرمز غلبه کند و او را از بین ببرد.
رستم فرخ‌هرمز (فرخزاد)، فرزند فرخ‌هرمز، که در آن زمان در منطقه شمال شرقی خراسان مستقر بود، جانشین فرخ‌هرمز به عنوان رهبر پهلوها شد. وی به خون‌خواهی پدرش، خود را به تیسفون، پایتخت امپراتوری ساسانی، رسانید و در راه هر ارتشی از آزرمی‌دخت را که دید، شکست داد. وی سپس نیروهای سیاوخش را در تیسفون شکست داد و شهر را تصرف کرد.

## مرگ
رستم فرخ‌هرمز اندکی پس از تصرف تیسفون، آزرمی‌دخت را کور و سپس به قتل رسانید. به گفتهٔ تئوفانس او ۷ ماه، به گفتهٔ فردوسی ۶ ماه و طبق نظر سبئوس ۲ سال حکومت کرده‌است. بیشتر منابع بر کشته شدن او اتفاق نظر دارند اما طبق نظر طبری او به دلیل بیماری از دنیا رفته‌است.
پس از مرگ آزرمی‌دخت، بوران‌دخت دوباره به تخت بازگردانده‌شد و مرکز قدرت امپراتوری احتمالاً به سمت شمال شرقی کشور پیش رفت؛ جایی که سرزمین مادری پهلوها بود و یزدگرد سوم، واپسین شاهنشاه ساسانی، برای کمک یافتن علیه حمله اعراب به ایران، بدان‌جا فرار کرده بود.

## ضرب سکه و ایدئولوژی شاهنشاهی

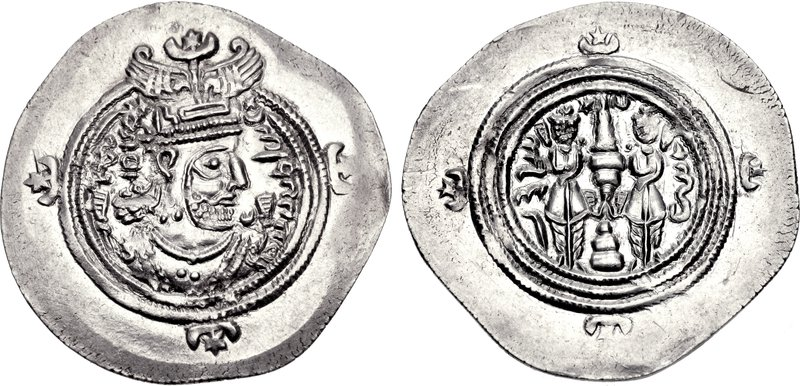
درخم آزرمی‌دخت با نگاره پدرش خسرو پرویز در سمت چپ

آزرمی‌دخت در دوران کوتاه سلطنت خود، سکه‌هایی با تصویر پدرش در جلو، با نوشته خورّه ابزود (xwarrah abzūd، فر افزود) و تاج بالدار نشان‌دهنده بهرام، خدای پیروزی، ضرب کرد. در پشت این سکه‌ها، محراب آتش متاخر ساسانیان با دو نگهبان وجود دارد. دلیل او برای قرار دادن تصویر پدرش نه به دلیل جنسیت خود، بلکه به دلیل عدم اهمیت او در مقایسه با پادشاهان بزرگ ساسانی، به ویژه خسرو پرویز که آخرین پادشاه اصلی و قانونی کشور محسوب می‌شد، بود. دلیل دیگر آزرمی‌دخت برای ضرب سکه‌هایی با تصویر پدرش، بازیابی تصویر او و خاندان ساسانیان بود، تلاشی که در آغاز توسط خواهرش، بوران‌دخت، انجام شد، هرچند او از تصویر پدرشان استفاده نکرد و در عوض در متن روی سکه به او ادای احترام کرد. با این حال، ممکن است در زمان به تخت نشستن آزرمی‌دخت، متن روی سکه برای این اهداف کافی نبوده‌باشد و او در نتیجه تصویر خسرو پرویز را بر جلوی سکه‌ها قرار داده‌است.

## شخصیت، ظاهر و موفقیت‌ها
منابع اسلامی آزرمی‌دخت را زنی باهوش و بسیار فریبنده توصیف می‌کنند. حمزه اصفهانی، تاریخ‌نگار قرن دهم، در کتاب گمشدهٔ صور ملوک بنی‌ساسان آزرمی‌دخت را زنی «بنشسته بر تخت، پیراهن گلدوزی شده به رنگ سرخ و شلواری به رنگ آسمان به تن، در دست راستش تبرزینی زرین و در دست چپش شمشیری ظریف گرفته» توصیف کرده‌است. لقب او «دادگر» بود. طبق مجمل التواریخ ساخت کاخی در اسدآباد به نام «آزرمی‌دخت اندر هامون» و آتشکده‌ای در آبخاز به او نسبت داده شده‌است. منابع مسیحی نیز سلطنت او را ثبت و نام وی را به راه‌های مختلفی تحریف کرده‌اند.

## برای مطالعهٔ بیشتر
- Brosius, Maria. "WOMEN i. In Pre-Islamic Persia". Encyclopaedia Iranica, Vol. London et al.
- Chaumont, Marie Louise (1989). "Bōrān". Encyclopaedia Iranica, Vol. IV, Fasc. 4. p. 366.
- Daryaee, Touraj (2014a). Sasanian Persia: The Rise and Fall of an Empire. I.B.Tauris. pp. 1–240. ISBN 978-0-85771-666-8.
- Daryaee, Touraj (2009). "Shapur II". Encyclopaedia Iranica.
- Schmitt, Rüdiger (2005a). "Personal Names, Iranian iv. Sasanian Period". Encyclopaedia Iranica.
- Schmitt, Rüdiger (2005b). "Personal Names, Iranian iv. Parthian Period". Encyclopaedia Iranica.
- Sundermann, W. (1988). "Bānbišn". Encyclopaedia Iranica, Vol. III, Fasc. 7. London et al. pp. 678–679.

 }}
| آزرمی‌دختخاندان ساسان درگذشتهٔ: ۶۳۱ م |                           |                |
| عنوان سلطنتی                        |                           |                |
| پیشین: شاپور شهروراز                | ملکه ایران‌شهر ۶۳۰ – ۶۳۱ م | پسین: بوران‌دخت |